# Pfälzisch
L'alemany del Palatinat (Pfälzisch/Pälzisch o Pfaelzisch/Paelzisch) és un dialecte de l'alemany parlat a la vall del Rin, entre les ciutats de Zweibrücken, Kaiserslautern, i Mannheim, i a la frontera de la regió d'Alsàcia a (França), i al Rin. L'alemany de Pennsilvània, surt principalment dels dialectes palatins de l'alemany parlats per alemanys que van emigrar a Nord Amèrica del segle xvii al segle xix i van escollir mantenir les seves llengües natives. Els suabis del Danubi a Croàcia i Sèrbia també utilitzen molts elements d'aquest.
És important dir que la pronunciació i la gramàtica varien amb les regions (fins i tot amb els pobles.) Per la parla dels alemanys del Palatinat, se sol poder saber de quina part d'aquest o de quin poble són. El que tenen en comú tots els dialectes del Palatinat és que el genitiu no s'utilitza, així com l'imperfecte de l'alemany.
Alguns exemples de les diferències entre l'alt alemany, parlat al sud d'Alemanya, Baviera i Àustria, i el Pfälzisch són:

## Fonètica
Al Saarpfälzisch i al Vorderpälzisch no existeixen les dièresis a les o i les u (ö,ü). En lloc d'aquestes s'utilitza la i o la e:
| Pfälzisch       | Alt alemany | Equivalència catalana |
| --------------- | ----------- | --------------------- |
| Meebel/Meewel   | Möbel       | moble                 |
| greeßer         | größer      | més gran              |
| Lewwel/Leffel   | Löffel      | cullera               |
| Hischel/Hiechel | Hügel       | turó                  |
| miid            | müde        | cansat                |

S'utilitza el ch de l'alemany tot i que no té el so de sch de l'alemany estàndard:
| Pfälzisch | Alt alemany | Equivalència catalana |
| --------- | ----------- | --------------------- |
| Isch      | Ich         | jo                    |
| Kerch     | Kirche      | església              |

Els sons finals sovint no es pronuncien:
| Pfälzisch                             | Alt alemany  | Equivalència catalana |
| ------------------------------------- | ------------ | --------------------- |
| Hund, Hunn                            | Hund, Hunde  | gos, gossos           |
| Pann                                  | Pfanne       | cassola               |
| Lamb                                  | Lampe        | làmpada               |
| Avv, Avve                             | Affe, Affen  | mico, micos           |
| Haus, Haiser                          | Haus, Häuser | casa, cases           |
| hann (Westpfalz)/hawwe (Vorderpfalz)  | haben        | tenir                 |
| tran (Vorderpfalz)/traage (Westpfalz) | tragen       | portar                |

La t es converteix en d o desapareix:
| Pfälzisch  | Alt alemany | Equivalència catalana |
| ---------- | ----------- | --------------------- |
| Diir, Deer | Tür         | porta                 |
| rischdisch | richtig     | cert                  |
| forschbar  | furchtbar   | terrible              |

## Gramàtica

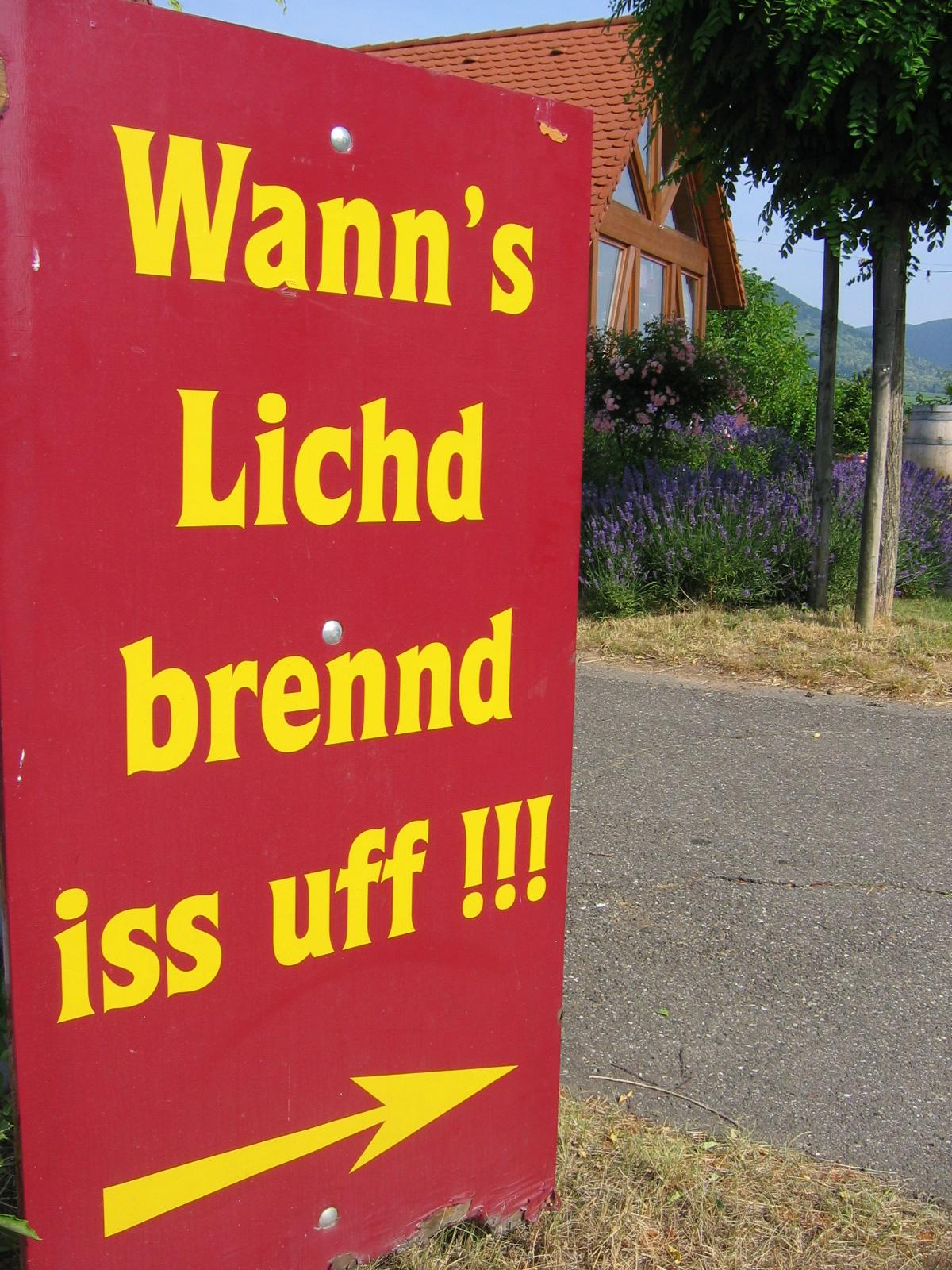
"Obert mentre hi hagi llum", Rètol d'un restaurant a la Ruta Alemanya del Vi (Deutsche Weinstrasse)

Hi ha una reducció verbal i nominal respecte l'alemany estàndard.

### Sistema verbal
El pfälzisch només té 4 temps: Present, Perfet, Plusquamperfet i el Futur simple. L'imperfet ha desaparegut fins a poques formes restants en els verbs auxiliars i és substituït pel Perfet.

### Sistema nominal
El genitiu no existeix, i se substitueix per construccions auxiliars amb l'ajuda del datiu.

### Pronoms
Els pronoms de personal difereixen de l'alemany estàndard. Existeixen pronoms accentuats o marcats i pronoms no-accentuats o no-marcats:
Accentuats o marcats: 
"ich" (jo): isch, mir, misch
"du" (tu): du, dir, disch
"er/ sie /es" (ell, ella, això): der, dem, den / die, derre, die / des, dem, des
"wir" (nosaltres): mir, uns, uns
"ihr" (vosaltres): ihr, eisch, ei(s)ch
"sie" (ells): die, denne, die
No-accentuats o no-marcats:
"ich" (jo): isch, ma, misch
"du" (tu): (d), da, disch
"er/ sie /es" (ell/ella/això): a, (e)m, (e)n / se, re, se / s, (e)m, s
"wir": ma, uns, uns
"ihr" (vosaltres): (d)a, eisch, ei(s)ch
"sie" (ells): se, ne, se
Exemples de pronoms no-accentuats:
- Wenn du meinst (Si penses) - wann (d) meensch(t)
- Wenn er meint (Si pensa) - wann a meent
- Wenn ihr meint (Si penseu) - wann a meene
- Wenn sie meinen (Si pensen) - wann se meene

### Article i sexes gramaticals
Com és comú a la zona sud d'Alemanya, s'anomena a les persones mitjançant l'article i els cognoms s'avancen:
La frase Peter Meier va a Müllers en alemany estàndard és Peter Meier geht zu Müllers, i traduït a pfälzisch és De Meier Peder geht zu's Millers
AL Pfälzisch hi han tres sexes (els seus articles determinats són: de, die, es). L'article indeterminat e al Westpfälzisch s'usa per a tots tres sexes, al Vorderpfälzisch existeixen els articles en (masculí) i e/enni (femení, no accentuat i accentuat). Els femenins són normalment neutres (a excepció del Vorderpfälzisch).
En els femenins:
- Al Westpfälzisch es fa servir el neutre quan: normalment sempre si el nom està sol; a noies petites i dones joves; si es tracta d'una coneguda; si una relació s'expressa com a relació de propietat.
- Es fa servir el femení quan: si la persona es considera indirectament i el gènere o acabament ho requereixen; si es té el sentiment la forma del neutre no és adequada; quan parlem d'una persona que és lluny i/o eminent.

S'observa un creixement a l'àrea urbana de Kaiserslautern i Pirmasens de l'ús de die en comptes de es davant els noms femenins.

## Vocabulari
En el vocabulari es troben (sobretot a la població més envellida) algunes paraules del francès com el Lawabo (de lavabo), el Bottschamber (de pot de chambre) o lHussjeh' (d'huissier) o bé del Jiddisch com 'Kazuff' referint-se als carnissers o 'Zores' referint-se a una baralla. Aquests manlleus existeixen al pfälzisch a causa de la proximitat geogràfica del Palatinat amb França.
Són característiques encara les locucions "Ah jo", de l'alemany estàndard: "sí, clarament" i "Alla hopp"/"Alla guud", de l'alemany estàndard "vinga doncs". S'hi poden trobar semblances amb altres expressions com l'"allà jeeh" del dialecte d'Eifel o com "Ha noi" del dialecte de Baden.
El vocabulari en pfälzisch es troba escrit classificat al Pfälzisches Wörterbuch.

## Sociologia delpfälzisch
A causa de l'estructura rural de l'espai de difusió del pfälzisch, aquest dialecte és un dels més fort arrelats a la població; es parla fins i tot en empreses, administració i política. Sobretot al Westpfalz (Palatinat de l'oest) i al Südpfalz (Palatinat del sud) on és una llengua que s'utilitza a les aules d'escoles i instituts de manera no-oficial. I també encara s'usa en jutjats com ara el de Pirmasens.
Principalment, hi ha un escepticisme, i fins i tot resistència, en parlar alemany entre els joves. Cal observar que en l'edat de l'escola primària, molts nens del Westpfalz parlen generalment alemany estàndard, mentre que a la pubertat, per processos dinàmics, s'incrementa la parla i l'ús del pfälzisch.
Tots els habitants del Palatinat acaben entenent el pfälzisch tard o d'hora perquè el sent arreu, per tant és un esforç petit aprendre a parlar-lo. En parlar l'alemany es pot percebre l'accent del pfälzisch, tot i que això no representa cap problema. Helmut Kohl com a antic canceller federal, podria ser l'exemple més conegut d'aquesta acceptació.
En qualsevol cas, sembla clar que el Pfälzisch té futur assegurat.

## Subdialectes del Pfälzisch

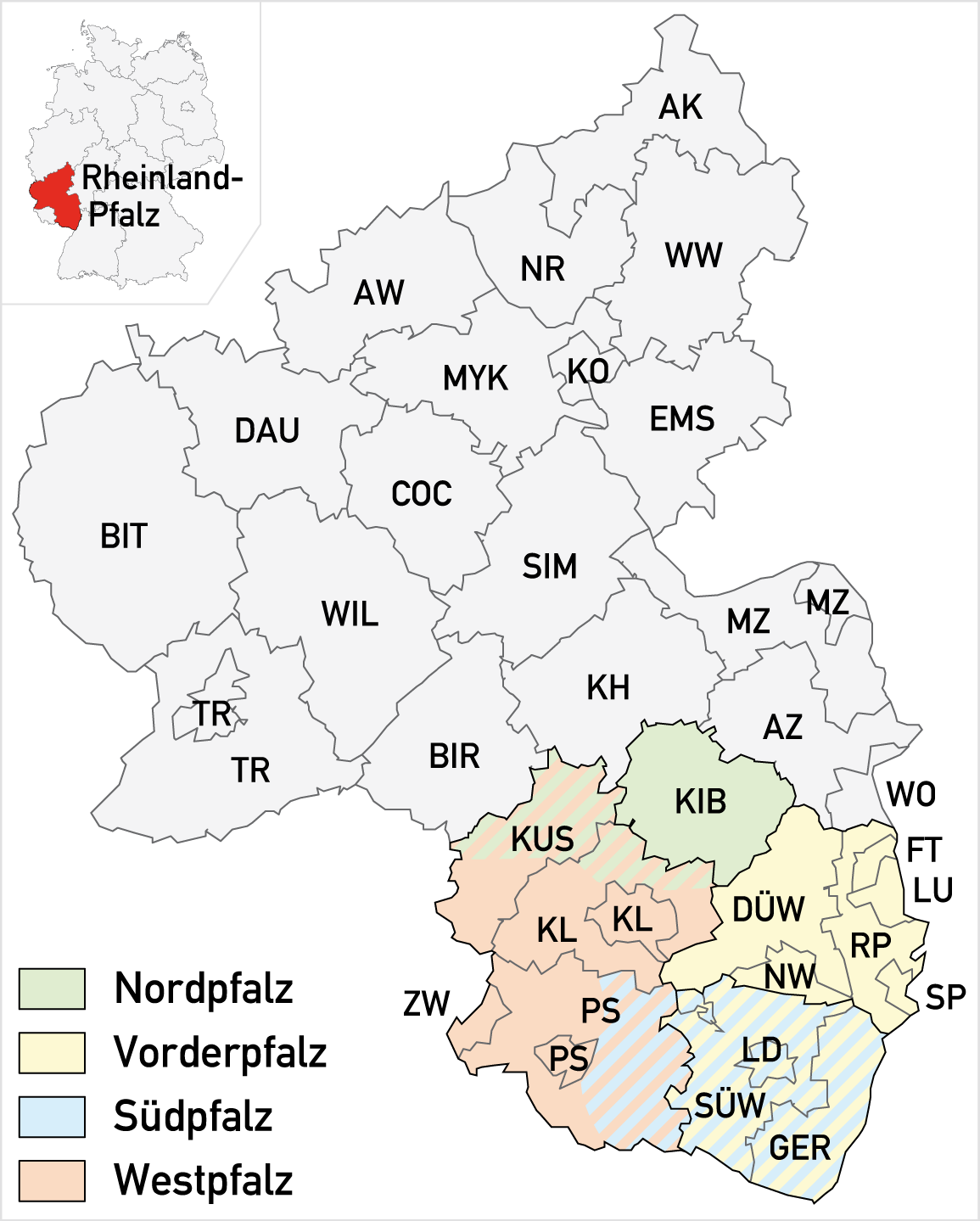
Distribució geogràfica del Nordpfalz, Westpfalz, Vordrerpfalz i Südpfalz.

### El Parenostre
- Südpfälzisch, pfälzisch del sud:

Unser Vadder im Himmel / Dei(n) Name sell heilich sei, / Dei Kenichsherrschaft sell kumme, / Dei(n) Wille sell gschehe / uf de Erd genauso wie im Himmel. / Geb uns heit das Brot, was mer de Daach brauchen, / un vergeb uns unser Schuld / genauso wie mir denne vergewwe, wo an uns schuldich worre sin. / Un fiehr uns nit in Versuchung, / rett uns awwer vum Beese. / Dir gheert jo die Herrschaft / un die Kraft / un die Herrlichkeit / bis in alli Ewichkeit. / Amen.
- Westpfälzisch, pfälzisch de l'oest:

Unser Babbe im Himmel / Dei Nåme soll heilich sinn, / Dei Reich soll komme, / Was de willsch, soll basseere / uf de Erd grad wie im Himmel. / Geb uns heit es Brot, was mer de Daach iwwer brauche, / un vergeb uns unser Schuld / genauso wie mer dene vergewwe, wo uns Unrecht geduhn hann.* / Un fiehr uns net in Versuchung, / sondern* erlees uns vum Beese. / Weil der jo es Reich geheert / un die Kraft / un die Herrlichkäät / bis in alli Ewichkäät. / Amen.
- Saarpfälzisch, pfälzisch del Saarland:

Unser Vadder obbe im Himmel / Geheilischd soll dei Name sinn / Dei Reich soll komme / Was de willsch, soll bassiere / Im Himmel genau wie uff de Erd / Gebb uns heit ess Brod, wo mer de Daa iwwer brauche / Unn ve(r)gebb uns unser Schuld, / Wie a mir unsre Schuldischer ve(r)gebbe. / Unn fihr uns nedd in Vesuchung / sunnern* erlees uns vom Beese / Weil derr jo es Reich geheerd / unn die Kraft / unn die Herrlischkääd / biss in alli Ewischkäät / Ame.
- Vorderpfälzisch, pfälzisch de l'est:

Unser Vadder im Himmel / Doi(n) Nåme soll heilisch soi, / Doi Reisch soll kumme, / Des wu du willschd, soll bassiere / wie im Himmel, so aach uff de Erd / Unser däglisch Brod geb uns heid, un vergebb uns unser Schuld / genauso wie mer denne vergewwe, wo an uns schuldisch worre sin. / Un duh uns ned in Versuchung fihre, / sondern* erlees uns vum Beese. / Weil dir és Reisch g(e)heerd / un die Kraft / und die Herrlischkeid / in Ewischkeid. / Aamen.

## Poesia i literatura
Existeix una poesia lírica i de prosa en pfälzisch que és escrita sobretot per poetes natals populars. En aquest gènere s'hi torben elements que són indispensables per una llengua que en literatura és bastant pobre. La poesia sol tenir temàtiques humorístiques i a vegades tracten sobre l'anomenat Weck, Worscht un Woi, un plat típic del Palatinat.
En la competició anual Pfälzischer Mundartdichterwettstreit es poden veure els fruits d'aquesta poesia en pfälzisch. La lírica del dialecte moderna produeix, per exemple, poemes a nivells literaris alts i de (al contrari de la tradició) contingut avantguardista, hi ha també enfocaments a drames moderns. Aquest últim és el sector principal del que es fa la representació escènica, que la competició de Mundartwettbewerb Dannstadter Höhe ofereix des del canvi de mil·lenni.
La literatura del dialecte va aparèixer com a poesia de poble i amb els gèneres principals de poema, sainet i narració oral. El dialecte té llacunes de producció literària en alguns trams de la història debut a períodes complicats al Palatinat. Hi ha hagut intents de crear formes de prosa llargues com ara novel·les en el pfälzisch, tot i que encara ningú ha assolit un resultat notable en aquesta tasca. Predominen antologies de contingut pensatiu i/o humorístic.
Franz de Kobell (1803-1882), nascut a Múnic, era d'una família de pintors de Mannheim. Kobell va ser un poeta del pfälzisch, que trobava problemàtica en escriure en el seu dialecte:
Wer kann 'n liewe Glockeklang
so schreiwe, wie er klingt.
Un wer kann schreiwe mit de Schrift,
wie schee e Amsel singt?
Des kann mit aller Müh kee Mensch,
denk nor e bißche nooch.
Un wie mit Glock un Vochelsang
is 's mit de Pälzer Sprooch.
L'obra més coneguda de la literatura en pfälzisch és de Paul Münchs (1879-1951) "Die Pälzisch Weltgeschicht" (1909), té un estil de lírica humorística i epopeia en vers. La representació absolutament autoirònica dels habitants del Palatinat com a corona de la creació i el Palatinat com a centre del món marca l'estil i la temàtica l'obra. Entre els autors contemporanis que utilitzen el dialecte també figuren escriptors com ara Arno Reinfrank nascut a Mannheim (1934-2001), Michael Bauer i Albert H. Keil (els dos del 1947) així com Bruno Hain (1954). Aquest cercle d'escriptors s'ha fixat l'objectiu de fomentar la literatura en pfälzisch del seu espai de parla.
També s'han editat exemplars en pfälzisch de llibres internacionals com ara Astèrix el gal o El Petit Príncep.

### Llibres
- Rudolf Post: Pfälzisch. Einführung in eine Sprachlandschaft. 2., aktualisierte und erweiterte Auflage. Pfälzische Verlagsanstalt, Landau/Pfalz 1992, ISBN 3-87629-183-6
- Pfälzisches Wörterbuch. Begründet von Ernst Christmann, fortgeführt von Julius Krämer, bearbeitet von Rudolf Post, 6 Bände und 1 Beiheft. Franz Steiner Verlag, Wiesbaden/Stuttgart 1965–1998, ISBN 3-515-02928-1
- Rudolf Post: Kleines Pfälzisches Wörterbuch. Verlag Edition Tintenfaß, Neckarsteinach 2000, ISBN 3-937467-05-X
- Michael Konrad: Saach blooß. Geheimnisse des Pfälzischen. Rheinpfalz Verlag, Ludwigshafen 2006, ISBN 3-937752-02-1

## Traduccions

### Expressions
| Pfälzisch                                                      | Alt alemany                                                   | Equivalència catalana                            |
| -------------------------------------------------------------- | ------------------------------------------------------------- | ------------------------------------------------ |
| Nit/Net                                                        | Nicht                                                         | No                                               |
| Moin/Moahje                                                    | Guten Morgen                                                  | Bon dia (matí)                                   |
| Tach                                                           | Guten Tag                                                     | Bon dia                                          |
| N'Amend / Oomds                                                | Guten Abend                                                   | Bona tarda                                       |
| Aaller                                                         | Auf Wiedersehen                                               | Adéu                                             |
| Unn, sunsch...                                                 | Wie geht's                                                    | Com estàs                                        |
| soi                                                            | sein                                                          | Seu (possesiu)                                   |
| unser                                                          | unsere                                                        | Nostre                                           |
| ebbes                                                          | etwas                                                         | Alguna cosa                                      |
| Abber net, dasse vor 6 aanruufsch                              | Wecken Sie mich bitte um 6.00 Uhr                             | Desperti'm a les 6:00                            |
| Kannsch ma mo saan, wo do de Abort is?                         | Wo ist die Toilette?                                          | On és el lavabo?                                 |
| Ei mir fliehn middem Fluchzeisch                               | Wir fliegen mit dem Flugzeug                                  | Nosaltres volem amb l'avió                       |
| Komm, stell dich net so draan                                  | Das kannst Du schon!                                          | Ja ho pots fer                                   |
| Kannsches widder net, komm los mich mo                         | Soll ich der helfe?                                           | T'he d'ajudar?                                   |
| Isch habb's'm schunn verzehlt, awwer där hot mer's nit geglawt | Ich hab's ihm schon erzählt, aber er hats mir nicht geglaubt  | Jo ja li he explicat, però no m'ha cregut        |
| Isch kann do net zugugge                                       | Das sieht nicht gut aus                                       | Això no sembla bo                                |
| Komm geh fort, vezeehl ma nix!                                 | Glaubst Du wirklich?                                          | Ho creus realment?                               |
| Aller guud                                                     | In Ordnung                                                    | D'acord                                          |
| Joh, noher heilsche widder                                     | Das könnte gefährlich werden                                  | Això podria ser perillós                         |
| Du musch dei Blumestock gieße, sunsch verderdada!              | Du mußt Deinen Blumenstock gießen, sonst trocknet er Dir aus! | Has de regar les teves plantes, sinó s'assequen! |
| So um denne Scherm rum                                         | Das stimmt so ungefähr                                        | Això s'afina perquè si                           |
| Abber dabber reduur serigg                                     | Kommen Sie bitte noch einmal zurück                           | Si us plau, torni una vegada més                 |
| Hopp, desdo is e bisje aarisch                                 | Das ist ziemlich übertrieben                                  | Això es bastant exagerat                         |
| Her uff ne zu uuze, ich saa das                                | Ärger ihn bitte nicht                                         | No l'enfadeu si us plau                          |
| Babbel net!                                                    | Sei ruhig                                                     | No et preocupis                                  |
| Do kansche lang waade                                          | Das kann dauern                                               | Això pot tardar                                  |
| Hasche au Hunger?                                              | Hast du auch Hunger?                                          | També tens gana?                                 |

### Topònims

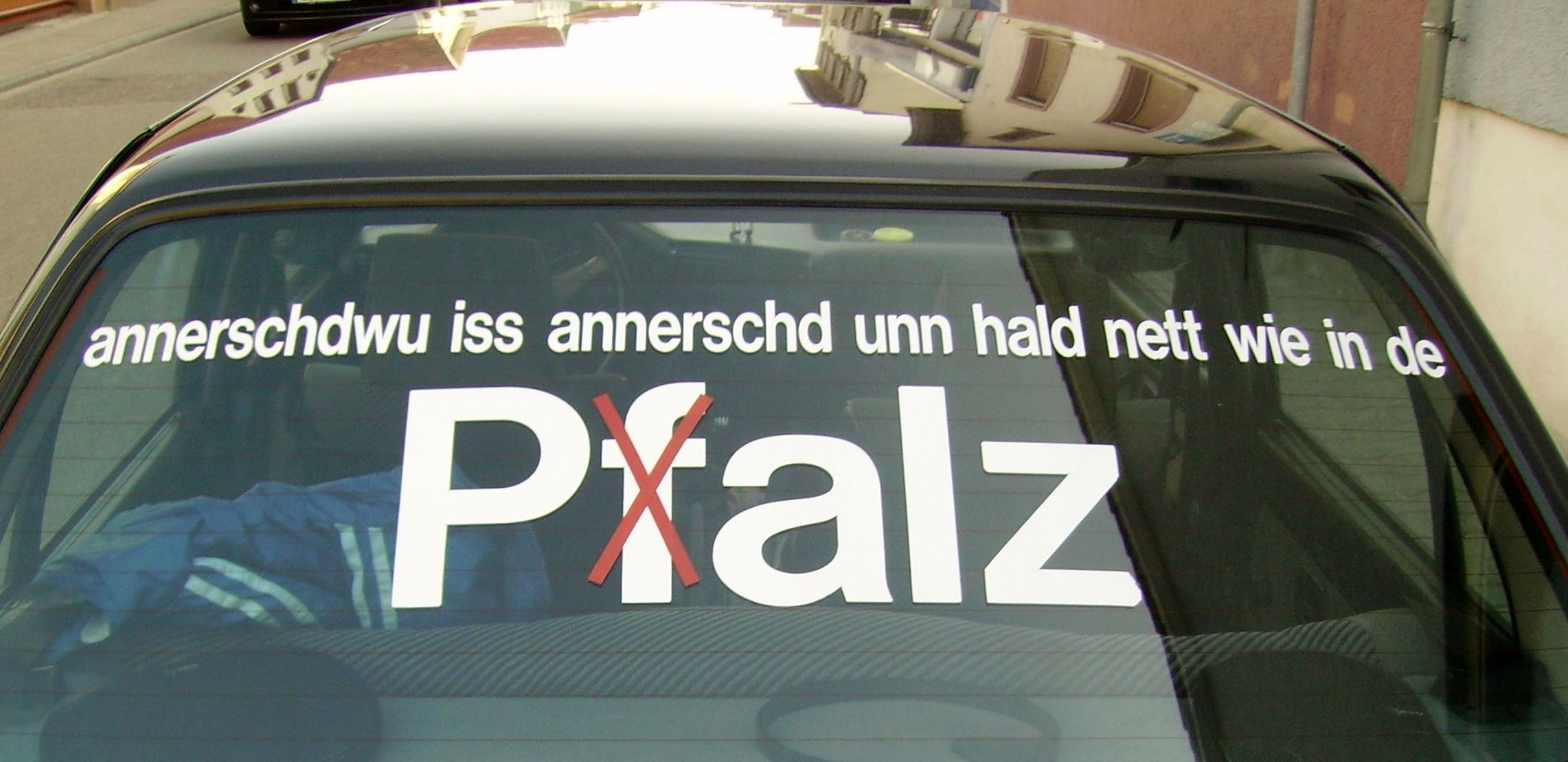
"En un altre lloc deu ser diferent, però enlloc com al Palz", Escrit al vidre d'un cotxe a Frankenthal

| Pfälzisch  | Alt alemany  | Equivalència catalana |
| ---------- | ------------ | --------------------- |
| Palz       | Pfalz        | Palatinat             |
| Zweebrigge | Zweibrücken  | Zweibrücken           |
| Bermesens  | Pirmasens    | Pirmasens             |
| Humbuisch  | Homburg      | Homburg               |
| Nerrische  | Niederhausen | Niederhausen          |
| Aldem      | Altheim      | Altheim               |
| Heeschde   | Hauenstein   | Hauenstein            |
| Wallbe     | Wallhalben   | Wallhalben            |
| Mertshee   | Martinshöhe  | Martinshöhe           |

### Objectes
| Pfälzisch                        | Alt alemany                    | Equivalència catalana                 |
| -------------------------------- | ------------------------------ | ------------------------------------- |
| Spielmittel, uffspiele           | Spülmittel, abspülen           | sabó rentaplats                       |
| Schissel, Haabe, Schiddeldippche | Schüssel, Topf, Schüttelbecher | vaixella, olla, preparador de còctels |
| Bicheleise                       | Bügeleisen                     | planxa                                |
| Biechelche                       | Büchlein                       | llibreta/quadern                      |
| Feierzeisch                      | Feuerzeug                      | encenedor                             |
| Aschebescher                     | Aschenbecher                   | cendrer                               |
| Milleemer                        | Mülleimer                      | paperera                              |
| Trickler                         | Wäschetrockner                 | assecadora                            |
| Dor                              | Tor                            | porta                                 |

### Oficis
| Pfälzisch    | Alt alemany | Equivalència catalana |
| ------------ | ----------- | --------------------- |
| Ärwett       | Arbeit      | treball               |
| Metzjer      | Metzger     | carnisser             |
| Moler        | Maler       | pintor                |
| Schweeßer    | Schweißer   | soldador              |
| Meeschder    | Meister     | mestre                |
| Elektrischer | Elektriker  | electricista          |

### Menjar
| Pfälzisch        | Alt alemany     | Equivalència catalana       |
| ---------------- | --------------- | --------------------------- |
| Breetcha/Weck    | Brötchen        | panets                      |
| Fusch            | Fisch           | peix                        |
| Worschd          | Wurst           | embotit                     |
| Fleeschkees      | Fleischkäse     | sobrassada (semblant)       |
| Fleeschkichelcha | Frikadellen     | hamburgueses (semblant)     |
| Schwaademaa      | Schwartenmagen  | botifarra blanca (semblant) |
| Stambes          | Kartoffelpürree | puré de patates             |
| Grummbeere       | Kartoffeln      | patates                     |
| Plunz            | Blutwurst       | botifarra negra (semblant)  |
| Hambuia          | Hamburger       | hamburguesa                 |
| Quetsche         | Zwetschgen      | prunes                      |
| Truschele        | Stachelbeeren   | agrassons                   |
| Gelleriebe       | Karotten        | pastanagues                 |
| Abbel            | Apfel           | poma                        |

### Animals
| Pfälzisch         | Alt alemany      | Equivalència catalana   |
| ----------------- | ---------------- | ----------------------- |
| Fochel, Fechelche | Vogel, Vögelchen | au, aus                 |
| Schoof            | Schaaf           | ovellla                 |
| Reenwoam/Rejewoam | Regenwurm        | cuc                     |
| Mick              | Fliege           | mosca                   |
| Elwetritsch       | Elwedritsche     | Elwedritsche (llegenda) |
| Mais              | Mäuse            | ratolins                |
| Lais              | Läuse            | poll (paràsit)          |
| Schnoog(e)        | Mücke            | mosquit                 |

### Bany
| Pfälzisch   | Alt alemany | Equivalència catalana |
| ----------- | ----------- | --------------------- |
| Seef        | Seife       | sabó                  |
| Weschlumbe  | Waschlappen | tovallola             |
| Schambuu    | Shampoo     | xampú                 |
| Zahnberscht | Zahnbürste  | raspall de dents      |

### Altres
| Pfälzisch       | Alt alemany | Equivalència catalana |
| --------------- | ----------- | --------------------- |
| Krischdkindsche | Christkind  | nen Jesús             |
| Bääm            | Bäume       | arbres                |
| Schdää          | Stein       | pedra                 |